# Punch Line – Eine Frau steigt in den Ring

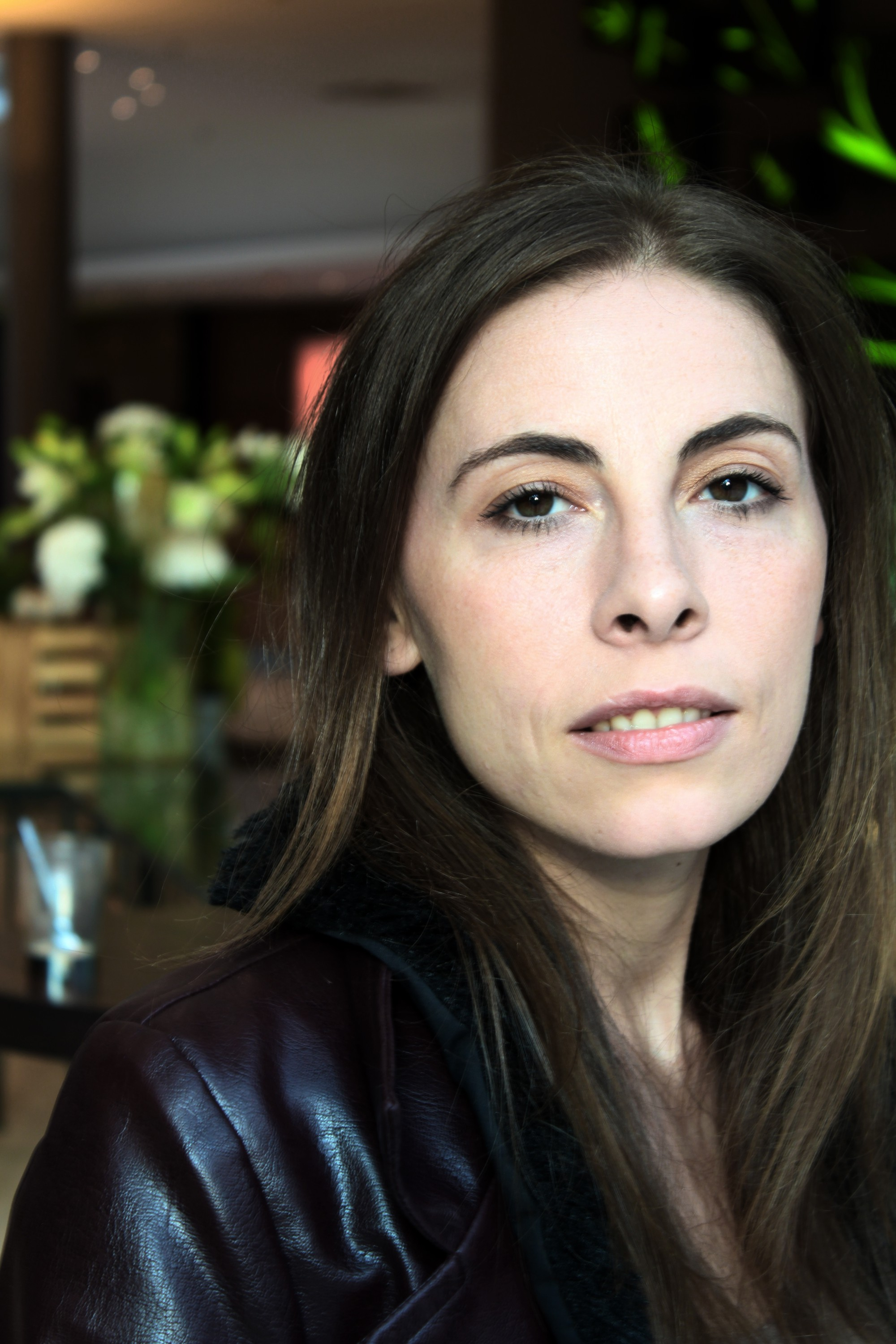
Kati Zambito 2016

Punch Line ist eine Dokumentation von Schauspielerin und Regisseurin Kati Zambito,
gedreht im Jahr 2016 in Wien Österreich, Deutschland und Portugal.

## Handlung
Synopsis: "Der Film begleitet die 36-jährige Kati Zambito auf ihrem Weg vom intensiven Training hin zu ihrem ersten Box-Wettkampf. Die Vorbereitung auf das Ereignis, in dem es nur eine Gewinnerin geben kann, lässt sie den Boxsport mit anderen Augen sehen: Sie erkennt Parallelen zu aktuellen Fragen unserer Gesellschaft und sieht die Herausforderungen beim Boxen als Spiegel zum alltäglichen „Kampf des Lebens“. Auf der Suche nach Erklärungen sprechen Experten in Interviews über gesellschaftsrelevante Themen wie Angst, Aggression, Gewalt, Mut, Stärke und Ausdauer. Den Höhepunkt des Films bildet schließlich der Moment, in dem die Protagonistin selbst in den Ring steigt und ihren ersten Kampf austrägt."

## Figuren
Kati Zambito (Hauptfigur), Marcos Nader, Alesia Graf und Heinz Schultz.

## Entstehungsgeschichte
Die Herstellung des Films wird gefördert durch ORF, Filmfonds Wien und Fernsehfonds Austria. Kamera für die 53 Minuten TV-Dokumentation macht Viktor Schaider und Binsar Pandjaitan. Die Erstausstrahlung war am 3. Juli 2016 auf ORF 2. Das Aufnahmeformat ist Digital Video.